# Frauenorchester
Ein Frauenorchester ist ein aus Instrumentalistinnen bestehendes Orchester. Für Instrumentalistinnen war es bis Ende des 20. Jahrhunderts schwierig, in mitteleuropäischen Kultur-Orchestern, die in der Regel aus Männern bestanden, beruflich Fuß zu fassen.

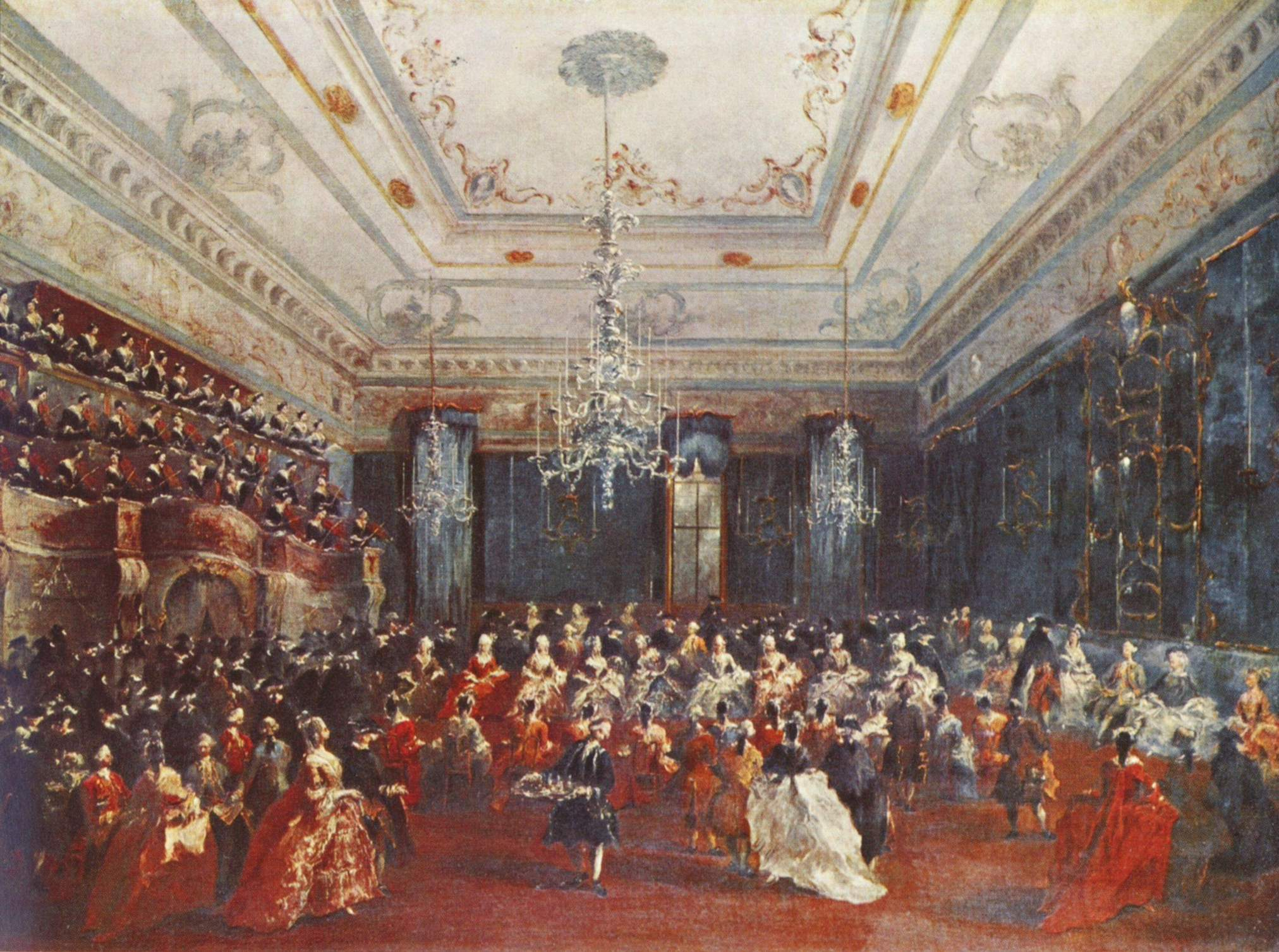
Francesco Guardi: Galakonzert der Venezianischen Ospedali 1782. Chor und Orchester, gebildet aus Schülerinnen der Venezianischen Ospedali, sind auf der Empore des Saales verteilt. Über den Anlass zu diesem Gemälde Guardis von 1782 – vermutlich ein Oratorium-Konzert – wurde bis nach München berichtet:
„[…] von allen Zöglingen unsrer verschidenen musikalischen Konservatorien“, […] die im „filarmonischen“ Saale des Gebäudes der Prokuratien am Piazza San Marco in Venedig für russische Staatsgäste ein „grosses und prächtiges Konzert“ gaben. Diese Konzerte gehörten damals zu den Fremdenverkehrs-Attraktionen der Inselstadt.

## Begriff und Situation
In Anbetracht „des langen Weges von Musikerinnen in die Berufsorchester“ und der vorherrschenden Konzertpraxis der bis zur Jahrtausendwende hauptsächlich aus Männern bestehenden Orchester, die Werke von Komponistinnen weitgehend zu ignorieren, gründete Elke Mascha Blankenburg 1986 ein reines Frauenorchester, das „Clara Schumann Orchester“ in Köln. Das Deutsche Musikinformationszentrum (miz) des Deutschen Musikrates gab 2022 ein illustriertes Faltblatt heraus: „Musikleben in Zahlen. Am Pult der Zeit!? Chancengleichheit in deutschen Berufsorchestern“. Es informiert über die heute verbesserte, gegenüber der früher in Bezug auf Gleichberechtigung äußerst prekären Situation im „Land der Orchester“, womit Deutschland gemeint ist, wo es „flächendeckend“ „129 Orchester in öffentlicher Trägerschaft“ gibt.

## Zur Geschichte der Frauenorchester
Musizierende Frauen in Ensembles gibt es seit der Antike. Aufgeschriebene Geschichte der Frauenorchester im größeren Zusammenhang gibt es nicht. Auch ist tatsächlich zu unterscheiden zwischen den Begriffen „Frauenorchester“ und „Damenorchester“ (hier meist -„Kapelle“), die sich manchmal überlappen, letztere eingebürgert für die Unterhaltungsmusik, wobei sexistische Bezuge auffallen.
Im Lexikon des Orchesters wird unter dem Stichwort Damenorchester von „misogyner“ Rezeption, nämlich „Nähe von Sexarbeit“, „Kontrollen der strengen Sittenpolizei“, „keine künstlerische Ambition“ usw. geschrieben, sodass die Abbildung des Weinlich-Orchesters an dieser Stelle des Lexikons deplatziert ist. Ein Artikel Frauenorchester fehlt aber in diesem Lexikon.
Annkatrin Babbe begründet in ihrem Buch von 2011 konzentriert die Notwendigkeit von sich bildenden Frauenorchestern und insbesondere im knapp gehaltenen Kapitel Entwicklung der Frauenorchester im 19. Jahrhundert. Auf S. 25 resümiert sie: „Die Berufsorchester waren den Frauen, mit Ausnahme der Harfenistinnen, verschlossen.“ Es war die Zeit, als sich die klassischen Sinfonieorchester in Europa zu monumentaler Größe mit männlicher Dominanz entwickelten. Dies nennt Christian Ahrens noch 2018 „Männerherrschaft im Orchester“.

Erst ab Mitte bzw. Ende des 19. Jahrhunderts wurden Frauen zum Musikstudium zugelassen. Aber 

„Im Gegensatz zu der verbesserten Ausbildungssituation erwies sich die Berufswelt jedoch deutlich weniger tolerant gegenüber Musikerinnen. So hatten auch Frauen, die an einer Hochschule ein Orchesterinstrument studiert hatten, lediglich die Wahl, ihren Lebensunterhalt als Solistin oder als Instrumentallehrerin zu verdienen, nicht als Orchestermusikerin.“

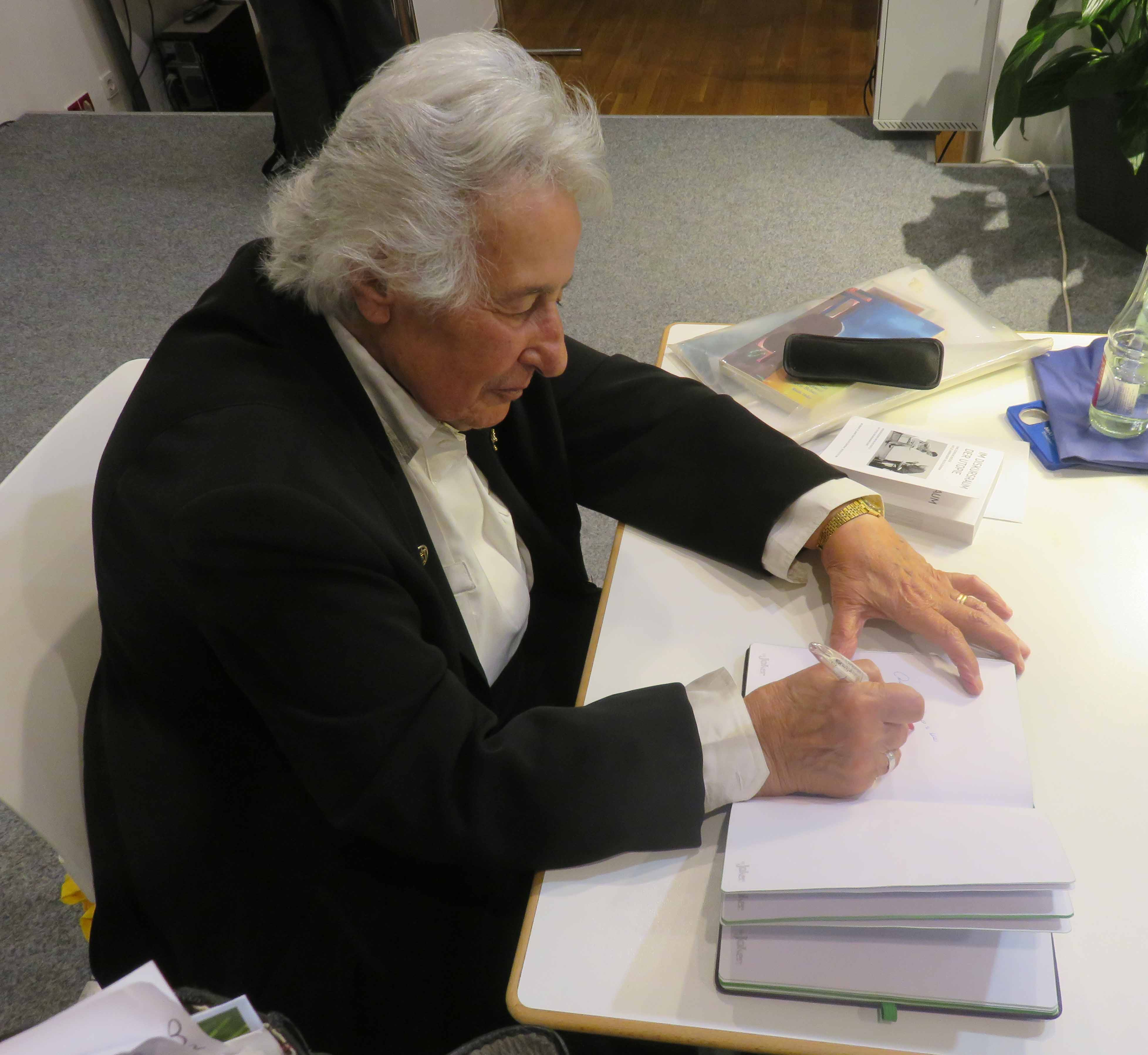
Anita Lasker-Wallfisch 2018

 Ein Alleinstellungsmerkmal hat das 1943 gegründete Mädchenorchester von Auschwitz nicht nur von seiner tragischen Funktion her als „Häftlingsorchester“, sondern es dürfte im 20. Jahrhundert in Deutschland der erste Fall eines reinen Frauenorchesters gewesen sein.
Anders, als der dafür geläufige Titel Mädchenorchester aus „Laienmusikerinnen“ nahelegt, bestand es aus erwachsenen, zum großen Teil professionell ausgebildeten Instrumentalistinnen und u. a. der hochkünstlerischen Leiterin Alma Rosé.
Seine überlebende Cellistin Anita Lasker-Wallfisch schrieb darüber das Buch Ihr sollt die Wahrheit erben. Die Cellistin von Auschwitz. Sie wurde nach dem Krieg Mitbegründerin des English Chamber Orchestra.

### Ansatzpunkte international für musizierende Frauen

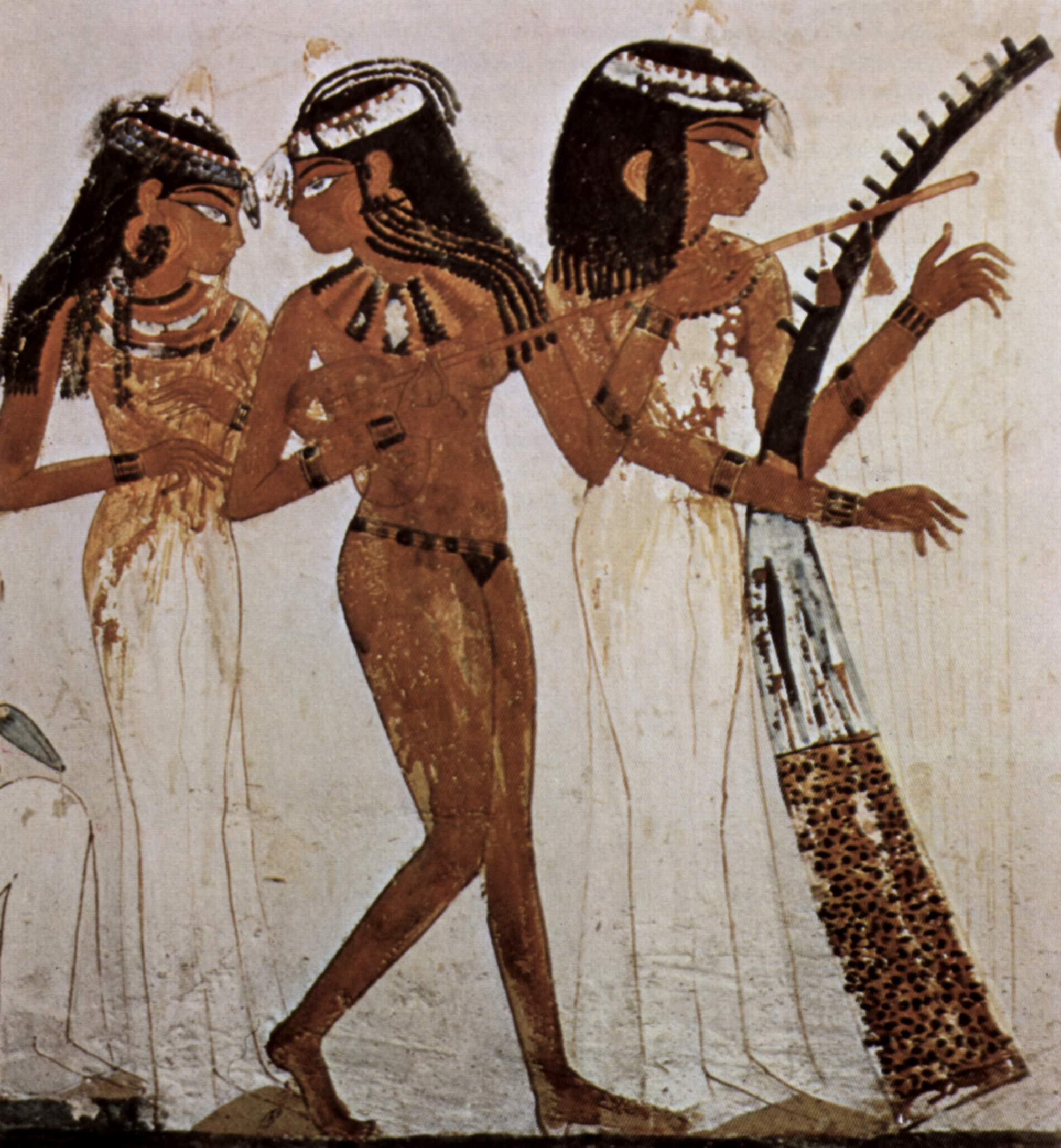
Ägyptische Musikerinnen mit Flöte, Langhalslaute und Harfe, um 1422–1411 v. Chr.

Im oft „blinden“ Arbeitsfeld zum Begriff Frauenorchester gibt es international verschiedene Ansatzpunkte, oft allein bildliche Darstellungen (zumeist aus alten Zeiten), welche in der Gruppe musizierende Frauen zeigen:
- Der Musik-Ethnologe Curt Sachs (1881–1959) führte bereits für das zweite Jahrtausend v. Chr. eine syrische Frauenkapelle an.[18][19] Ebenfalls aus dem Alten Orient stammt die Darstellung eines Elamitischen Hoforchesters[20], mit einer Harfe spielende Frau unter Männern (2. von links, als Frau erkennbar als einzige ohne Bart dargestellt) (Bild von 650 v. Chr.).[21]
- Harems-Musikerinnen, zahlreich dargestellt in alten Bildern.[22] Es handelt sich dabei um musizierende Harems-Sklavinnen (Odalisken).[23] Roswitha Gost zeigt in ihrem Buch Die Geschichte des Harems eine alte undatierte Abbildung einer türkischen Handschrift von sechs Musikerinnen (Harfe, Laute und Schlagzeuge) sowie zwei Tänzerinnen mit Rhythmusinstrumenten in den Händen vor Harems-Publikum.
- Im 19. Jahrhundert, unter europäischem Einfluss dann, so beschreibt Gost weiter, kam es im Harem in Istanbul unter dem Sultan Abdülmecid I. (1838–61) zu einem Orchester, dem 80 Mädchen angehörten, für die man eigens Giuseppe Donizetti aus Italien als Musiklehrer engagierte.[24]

### Orchester-Beispiele weltweit
- Die venezianischen Ospedali waren seit dem 16. Jahrhundert karitative Einrichtungen für Waisen, in denen weibliche Zöglinge musikalisch ausgebildet wurden. Chor und Orchester wurden mit Mädchen und Frauen besetzt, die oft lebenslang im Ospedale blieben.[25]

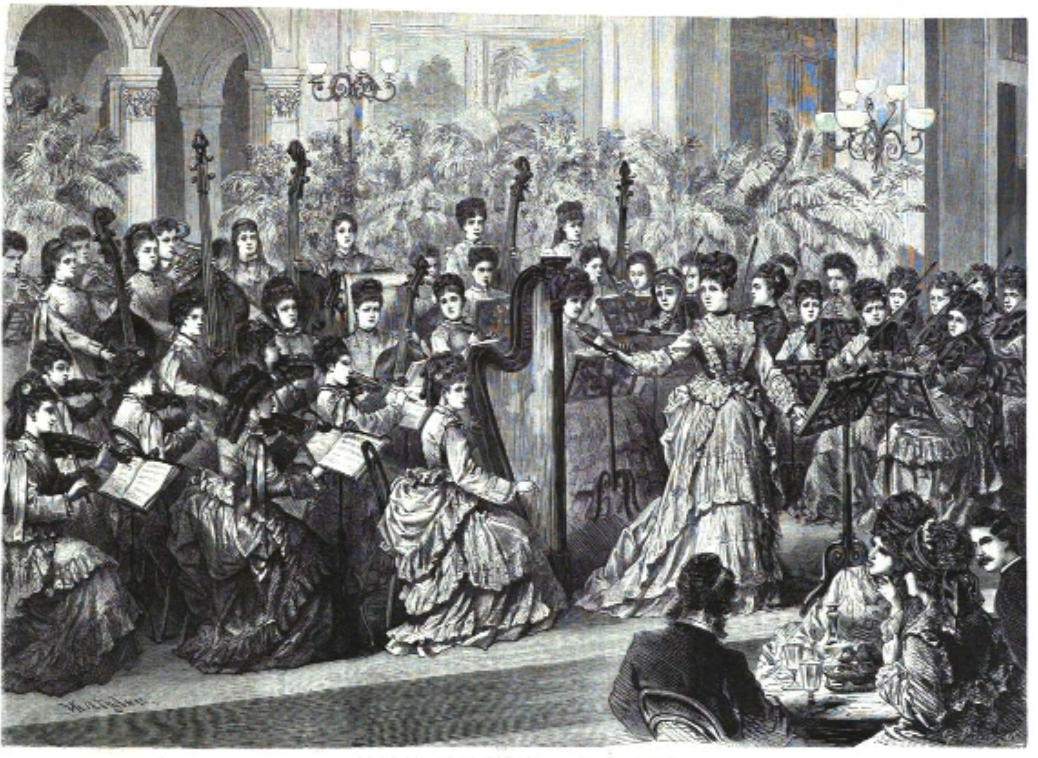
Josephine Weinlichs Damenorchester, Holzschnitt von Vinzenz Katzler 1874

- Josephine Weinlich gründete in den 1860ern in Wien das erste europäische Damenorchester (auch „Wiener Damencapelle“ genannt), das ähnlichen Orchestern als Vorbild diente und das etwa bei der Weltausstellung 1873 in Wien auftrat.[26][27]

- Im karibischen Havanna, der Hauptstadt Kubas wurde in der ersten Hälfte des 20. Jahrhunderts ein kubanisches Son Cubano Orchester aus Frauen unter dem Namen und in Erinnerung an die im 16. Jahrhundert ermordete Königin von Haiti Anacaona, die eine Musikerin war, bekannt. Sie machten Konzertreisen auch nach Europa.[28]

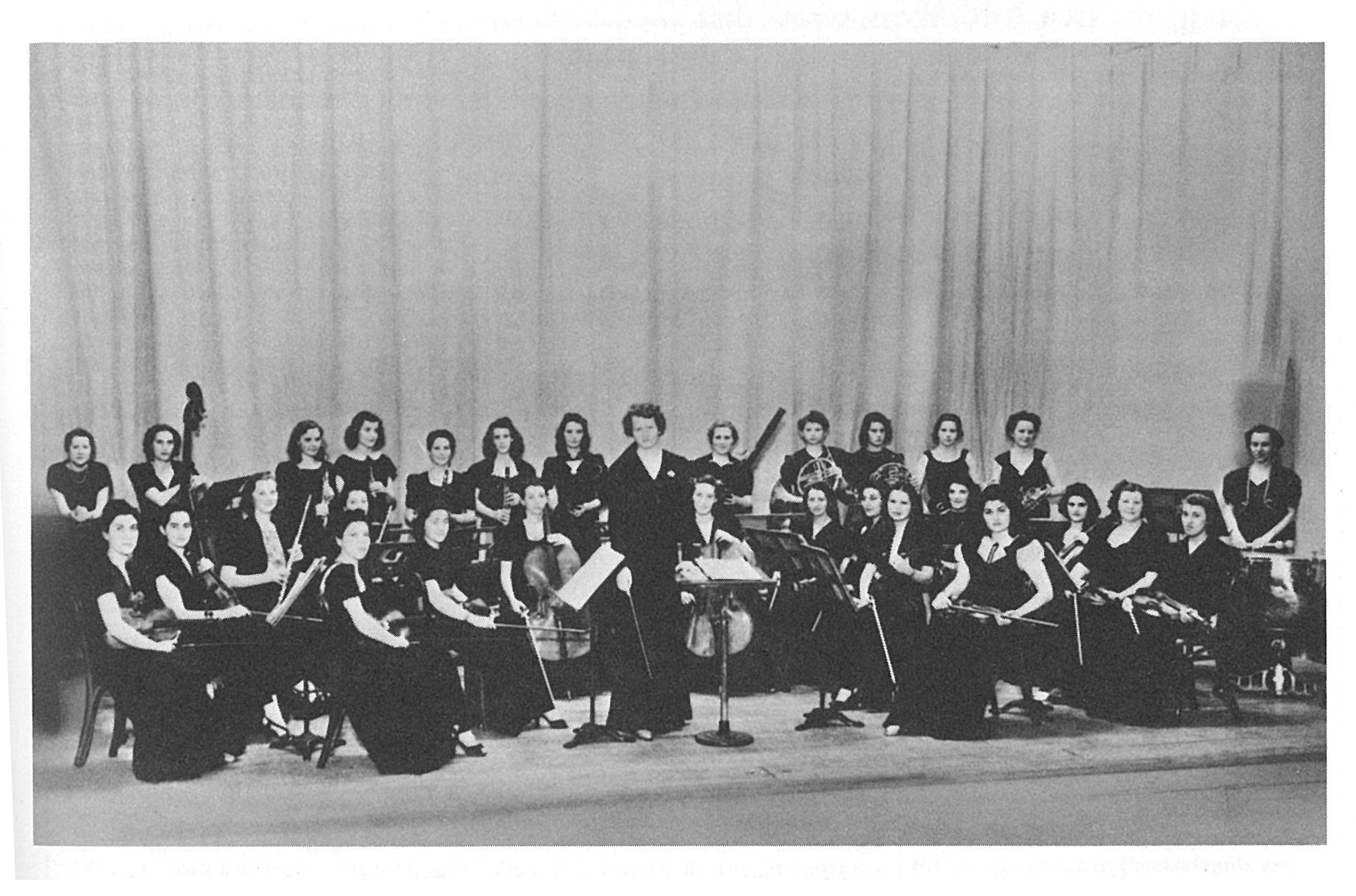
Frédérique Petrides und ihr Orchestrette Classique

- 1933 gründete die Dirigentin und Violinistin Frédérique Petrides in New York das Orchestrette Classique, ein Frauenorchester, das bis 1943 in Sälen wie der Aeolian Hall und der Carnegie Hall auftrat.[29]

- Unter dem Namen Nüzi shier yuefang, auch Twelfe Girls Band[30] musizieren 14 namentlich genannte Chinesinnen auf chinesischen Volksinstrumenten sowohl traditionelle Chinesische Musik, als auch moderne Popmusik.[31]

- Zwei mit Frauen besetzte Orchester in Syrien sind das 2003 von Wafaa Safar gegründete und geleitete „Orientalische Frauenorchester“ mit klassischer arabischer Musik und das 2006 gegründete „Mari-Orchester“, ein Sinfonieorchester unter der Leitung von Raad Khalaf.[32]

### Möglichst unsichtbar
Guardis Darstellung eines venezianischen Ospedali-Konzertes (Bild siehe oben) ist insofern eine Besonderheit, als Mädchen und Frauen wegen des vatikanischen Musizierverbots grundsätzlich dabei nicht gesehen und betrachtet werden sollten. An ihren hauptsächlichen Auftrittsorten, den Kirchen, wurden sie deshalb von Gittern verdeckt, wie Goethe während seiner Italienreise seinen Venedig-Besuch beschreibt: „Einen zierlichen Käfig erblickte ich; hinter dem Gitter regten sich emsig und rasch Mädchen des süssen Gesangs.“ Auch bei Guardis Gemälde eines öffentlichen (nicht Kirchen-) Konzerts sind die Musikerinnen schlecht zu beobachten, weil auf der seitlichen Empore platziert, wohin die Zuhörer ihren Hals verdrehen müssten. Allerdings sieht man auf dem Bild gegenüber den Musikerinnen Zuhörer mit freier Sicht sitzen, das dürften die russischen Gäste gewesen sein, für die das Konzert, eine Attraktion der Inselstadt, veranstaltet wurde.
Das Gemälde zeigt offenbar nur erwachsene Schülerinnen, da wäre die Bezeichnung „Frauenorchester“ statt des heute verniedlichenden „Mädchenorchester“ angebracht.

### Klöster

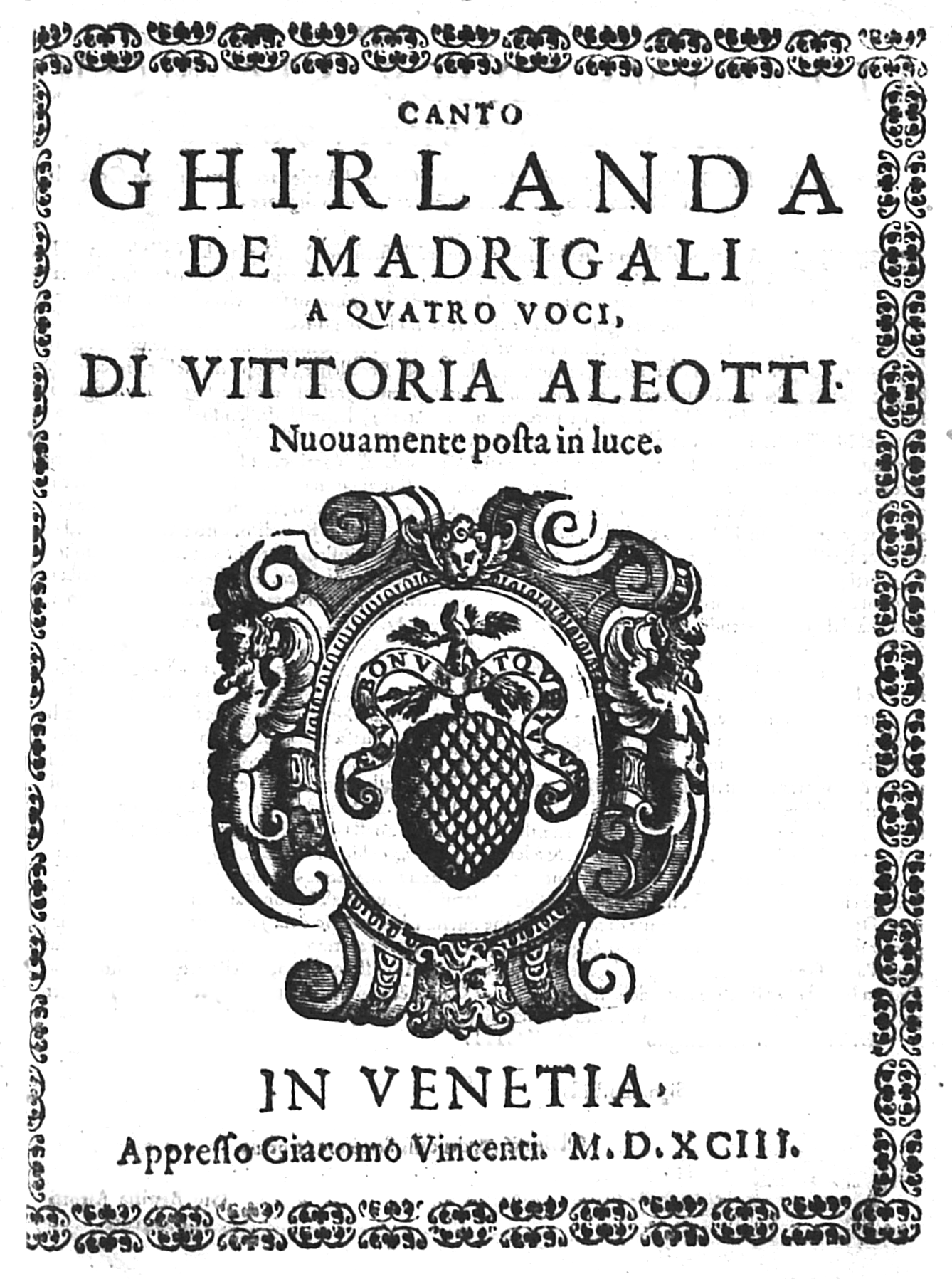
Madrigale der komponierenden Kloster-Dirigentin Raffaella Aleotti, die ihren eigentlichen Vornamen „Vittoria“ im Kloster aufgab, wodurch in der Geschichte der Eindruck zweier Komponistinnen entstand (siehe Titel).

Das jahrhundertelange römische Sing- und Auftrittsverbot für Frauen im Gottesdienst hat sich in christlichen Ländern auf die weltliche Musikpraxis und bis weit über Italien hinaus ausgewirkt. Bedingt dadurch wurden Frauenklöster die einzigen Stätten, wo Frauen relativ frei musizieren konnten. Zu deren  hochentwickeltem Musikleben fehlt eine kontinuierliche wissenschaftliche Aufarbeitung.

### Nonne mit Taktstock
Im Augustinerinnen-Kloster San Vito in Ferrara, wo Raffaella Aleotti (1575–?1646) mit vierzehn Jahren Nonne und später als Komponistin und Organistin Priorin wurde übernahm sie im Jahr 1593 die Leitung des Concerto grande, das aus insgesamt 23 Sängerinnen und Instrumentalistinnen bestand.
Die Instrumente dieses Nonnen-Orchesters waren Cembalo, Lauten, Violen, Flöten, Cornetti und Posaunen, das wurde „lebhaft“ von den zeitgenössischen Musiktheoretikern und Komponisten Ercole Bottrigari (1531–1612) und Giovanni Maria Artusi (~1540–1613) beschrieben. Eine Besonderheit ist die Nennung eines „langen, polierten Stabes“ Aleottis (Taktstock), der im männlichen Dirigentenwesen „gerne (explizit) als Machtsymbol interpretiert“ wird, aber hier bei einer Frau seine früheste bekanntgewordene Verwendung fand.

## Frau & Orchester

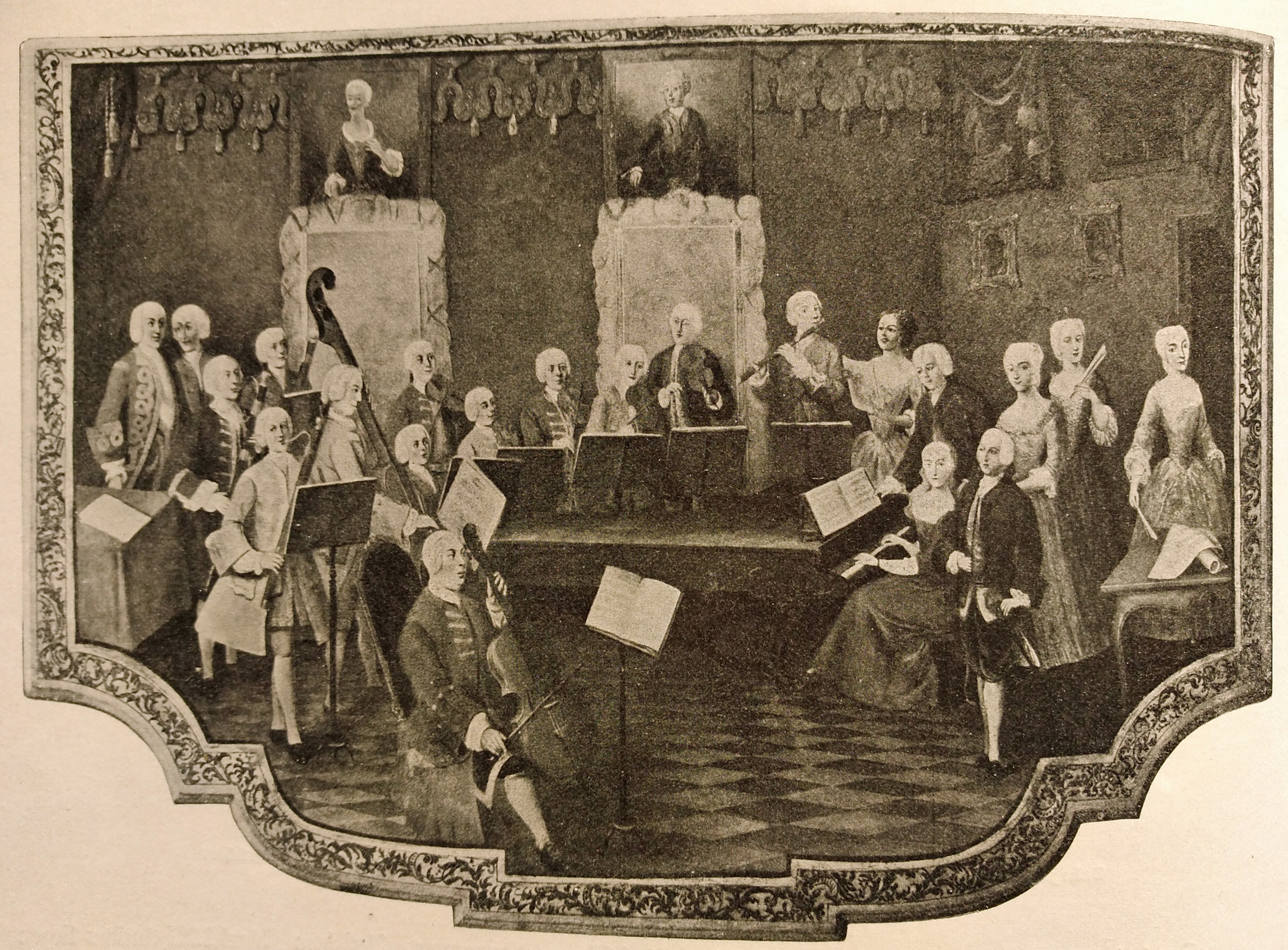
Wilhelmines „orchestre“ 1739

Frau & Orchester war lange keine Selbstverständlichkeit, so wie auch Blasinstrumente, insbesondere das „Blech“, lange für Frauen tabu waren. Dennoch gab es Orchestergründungen mit Männerbesetzung durch Frauen.
Das war der Fall bei Sophie Charlotte von Hannover (1665–1705), der ersten preußischen Königin in Berlin, und ebenso bei deren Enkelin Wilhelmine von Bayreuth (1709–1758).
Ein Orchester (→ Bild) mit chorischer Streicherbesetzung, Soloflöte und gut besetztem Basso continuo: Wilhelmine leitend am Clavecin (Cembalo), dazu Cello, Fagotte und Kontrabass, die Sängerin (hinten rechts) begleitend,  weisen auf eine Opernprobe. Eine weitere Sängerin ist abgebildet, wartend auf ihren Einsatz, ihre Noten auf dem Tisch; beide sind ein deutliches Zeichen für weibliche hohe Stimmen bzw. Solistinnen im Zeitalter der Kastraten.
Die Wiener Philharmoniker stellten 1997 die erste Frau ein, die Harfenistin Anna Lelkes. Bei den Berliner Philharmonikern gehörte zu den ersten Frauen-Engagements die Klarinettistin Sabine Meyer, deren Anstellungsgeschichte ein besonders negatives Kapitel darstellt.

## Beispiele für heutige und historische Frauenorchester
- Frauenblasorchester Berlin (Astrid Graf)
- Frauensinfonieorchester Berlin FOP[48]
- Clara Schumann Orchester Köln (Elke Mascha Blankenburg)
- Berliner Tonkünstlerinnen-Orchesters (1909, Elisabeth Kuyper)
- Wiener Frauen-Symphonie-Orchester (1920-1956)[49]
- 1. Frauen-Kammerorchester von Österreich (1982, Brigitte Ratz)[50]
- Orchester der venezianischen Ospedali
- Frauenorchester Auschwitz
- Afghanisches Frauenorchester Zohra[51]
- Syrisches تخت / taḫt (Podium)-Ensemble (seit 2003)
- „Mari-Orchester“ in Syrien (seit 2006)

Frauen-Salonorchester:
- holz & blech Berlin[52]
- Josephine Weinlich Orchester (Wien)
- Salonorchester Bella Donna[53]
- Salome Berlin[54]
- Anacaona Orchester[55]